# Frutal (Minas Gerais)
Frutal es un municipio del oeste del estado brasileño de Minas Gerais. La población, estimada en 2022 por el IBGE, es de 58.588 habitantes. La ciudad tiene una superficie de 2.426.965 km². Frutal está situada en la región conocida como el " Triángulo Minero ".

## Ubicación
La ciudad está situada a una altitud de 485 metros justo al norte del río Grande, un afluente del río Paraná . Son las 8 km al este de la carretera federal BR-153 (Transbrasiliana). Los municipios vecinos son:
- Noroeste: Itapagipe
- Norte: Comendador Gomes
- Noreste: Campo Florido
- Oeste: Itapagipe
- Este: Orindiúva, São Paulo
- Suroeste: Orindiúva y Paulo de Faria, São Paulo
- Sur: Guaraci, São Paulo y Fronteira
- Sudeste: Colômbia y Barretos, São Paulo

Distancias
- Belo Horizonte : 600 kilómetros.
- Uberaba : 145 kilómetros.
- Uberlandia : 186 kilómetros.
- Planura : 32 kilómetros. [2]

## Actividades económicas

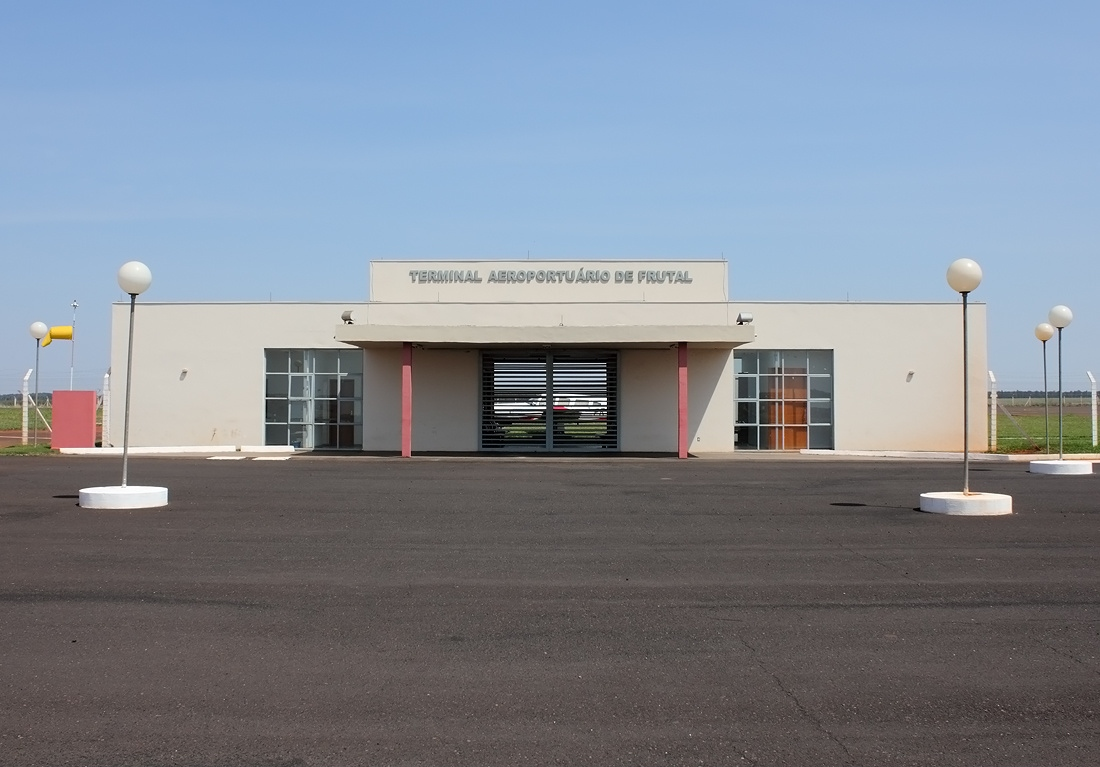
Aeropuerto Frutal (SNFU)

Las actividades económicas más importantes son la ganadería, el comercio, la industria ligera, el procesamiento de alimentos y la agricultura. El PIB en 2008 fue de R$ 692.216.000.  Frutal se encuentra entre los municipios con mayor desarrollo económico y social del estado. En el año 2007 existían en la ciudad 06 agencias bancarias. Había una infraestructura comercial dinámica que abastecía el área circundante de ganado y tierras agrícolas. En el área rural había 1.574 establecimientos que ocupaban a unos 3.800 trabajadores. 530 de las granjas tenían tractores, una proporción de una por cada tres. En todo el municipio había 10.726 automóviles, aproximadamente uno por cada 9 habitantes.
Frutal es un importante productor agrícola y un gran productor de carne y productos lácteos. En 2006 había 157.000 cabezas de ganado, de las cuales 53.000 eran vacas lecheras. Los cultivos con una superficie plantada de más de 100 hectáreas fueron:
- Caña de azúcar: 10.128 ha.
- caucho: 628 ha.
- naranjas: 6.500 ha.
- piña: 1.600 ha.
- maíz: 5.000 ha.
- soja: 27.000 ha.
- sorgo: 5.000 ha.

## Salud y educación
En el sector salud existían 04 hospitales con 133 camas y 10 clínicas de salud pública. En el sector educativo existían 13 escuelas primarias municipales, 06 estatales y 06 privadas. Había 4 escuelas secundarias estatales y 3 privadas. En educación superior existían tres institutos: ITECON - Instituto Superior de Educação Continuada; UEMG - Universidad del Estado de Minas Gerais; FAF - Facultad Frutal. 
- Índice de Desarrollo Humano Municipal: 0,803 (2000)
- Clasificación estatal: 32 de 853 municipios en 2000
- Ranking nacional: 495 de 5.138 municipios en 2000
- Tasa de alfabetización: 91%
- Esperanza de vida: 74,7 (promedio de hombres y mujeres)

El municipio de Minas Gerais con mayor puntuación en el año 2000 fue Poços de Caldas, con 0,841, mientras que el de menor puntuación fue Setubinha, con 0,568. A nivel nacional, el más alto fue São Caetano do Sul en São Paulo con 0,919, mientras que el más bajo fue Setubinha. En estadísticas más recientes (considerando 5.507 municipios) Manari en el estado de Pernambuco tiene la calificación más baja del país (0,467), ubicándose en el último lugar. 

## Origen del nombre y su historia
Según la tradición oral el nombre de la ciudad está vinculado a la abundancia de un fruto parecido a la jabuticaba, que era conocido por los primeros pobladores simplemente como "fruta". Como resultado, el lugar pasó a llamarse Patrimônio das Frutas, luego Carmo do Fructal y hoy sólo Frutal. Los primeros registros mencionan la llegada del pionero Antônio de Paula e Silva en 1835, quien se instaló con su familia y esclavos en las orillas del Río Grande. En 1850 el asentamiento fue declarado "arraial" o aldea, y en 1858 fue elevado a la categoría de distrito en el municipio de Uberaba, emancipándose en el mismo año con el nombre de Carmo do Fructal. En 1887 pasó a ser ciudad con el nombre de Frutal. 